# Алаймо, Марк
Марк Алаймо (англ. Marc Alaimo) (урожд. Майкл Джозеф Алаймо (англ. Michael Joseph Alaimo); 5 мая 1942) — американский актёр, известный по ролям злодеев. Наиболее известен благодаря роли злодея Дуката в телевизионном сериале «Звёздный путь: Глубокий Космос 9».

## Биография
Алаймо родился в Милуоки, штат Висконсин. У него есть сын от первого брака, Майкл Энтони Алаймо-младший (1971), он писатель, редактор и продюсер. Также у Алаймо есть дочь от второго брака, Ариэль Роуз (1989).

## Карьера
Алаймо играет персонажей на телевидении с 1971 года. Он выступал в основном в роли злодеев, в шоу, таких как The «Doctors», «Kojak», «Gunsmoke», «Baretta», «The Bionic Woman», «Starsky and Hutch», «Knight Rider», «Quincy», «The Greatest American Hero», «The Incredible Hulk», «Quantum Leap», «Family Guy», «Walker, Texas Ranger» («Крутой Уокер: Правосудие по-техасски»), «Hill Street Blues». Алаймо появился в ряде художественных фильмов, в том числе в 1983 году в комедии Майкла Китона «Мистер мама», в 1984 году — в научно-фантастическом фильме «Последний звёздный боец» (изображая человеческий облик инопланетного убийцы), в фильме Лесли Нильсена «Голый пистолет 33⅓: Последний выпад», «Танго и Кэш», а в 1988 году фильм The Dead Pool. Он также появился как Кертис Блок в телефильме дело закрыто и как чекист на Марсе в Арнольд Шварценеггере фильм Вспомнить все.
Он сыграл несколько персонажей в фильме Звездный путь: следующее поколение, начиная с первого сезона, командира Тибока, и первого Кардассианина, Гал Масета, в 1991 в эпизоде, «раненых» из этой серии. Он также сыграл игрока в покер, который говорит по-французски, в эпизоде «Стрела времени». В 1993 году Алаймо начал играть Дуката в фильме Звездный путь: Deep Space Nine. Гал Дукат был постоянным персонажем, который появился в 37 эпизодах этой серии, и это его самый известный персонаж. Он также появился во втором сезоне, эпизод 21 джамп Стрит.
Алаймо также представлен в видеоигре 2006 года Call of Juarez. В 2010 году он озвучил Дин в Гриффинах в эпизоде «прекрасный Источник».

## Избранная фильмография
- Список Смертников (1988)
- Вспомнить Все (1990)